# Vakaba Touré
Vakaba Touré (* unbekannt; † 1858) war ein westafrikanischer Stammesführer im Norden der heutigen Elfenbeinküste.
Vakaba Touré war vom Volk der Malinke und entstammte dem Herrschergeschlecht des Malireiches. Um 1845 zog er von Mali aus in südliche Richtung und eroberte das Nafana-Königreich der dort herrschenden Dioula.

Die Dioula wurden von Touré und seinem Stamm aus der Region verdrängt, woraufhin Touré auf dem Gebiet des ehemaligen Nafana-Königreichs das Königreich Kabadugu gründete, dessen erster König er wurde. Hauptort des Königreichs war Odienné.
Vakaba Touré starb 1858. Sein ältester Sohn VaBrèma Touré folgte ihm auf den Thron.
Das Königreich Kabadugu bestand bis ins frühe 20. Jahrhundert, bevor es von den Franzosen letztendlich militärisch und administrativ dominiert wurde.